# Tangloids

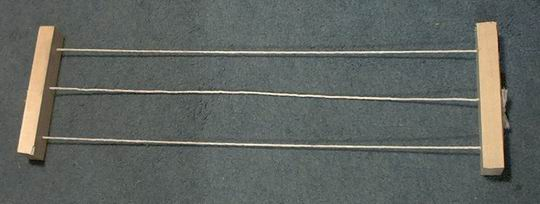
Aparato de Tangloids

Tangloids es un juego matemático para dos jugadores creado por Piet Hein con el objeto de modelizar el cálculo de espinores. 

## Origen
Una descripción del juego apareció en el libro "Martin Gardner's New Mathematical Diversions from Scientific American" de Martin Gardner a partir de 1996, en una sección sobre las matemáticas del trenzado.

## Descripción
Dos listones prismáticos de madera, cada uno perforado con tres agujeros pequeños, se unen mediante tres cuerdas paralelas. Cada jugador tiene uno de los listones de madera. El primer jugador mantiene su listón inmóvil, mientras que el otro jugador gira el otro listón, realizando dos revoluciones completas. El plano de rotación es perpendicular a las cuerdas cuando no está enredado. Las cuerdas ahora se superponen entre sí. A continuación, el primer jugador intenta desenredar las cuerdas sin girar ninguna de las piezas de madera. Solo se permiten las traslaciones (mover los listones sin rotarlas). Después, los jugadores invierten los papeles; quienquiera que pueda desenredar las cuerdas más rápido es el ganador. Cuando se realiza una sola revolución, las cuerdas se superponen de nuevo, pero no se pueden desenredar sin rotar uno de los dos listones de madera. 
Este juego sirve para aclarar la noción de que las rotaciones en el espacio tienen propiedades que no pueden explicarse intuitivamente considerando solo la rotación de un único objeto rígido en el espacio. Específicamente, teniendo en cuenta la rotación de vectores y las cantidades derivadas (es decir, los tensores de orden superior, mediante la multiplicación de tensores) no proporciona todas las propiedades de las rotaciones como un concepto más abstracto. La información adicional en la teoría de representación de grupos es proporcionada por las representaciones de los espinores. Estos son objetos definidos en términos matemáticos que se transforman bajo el grupo de rotación dado (véase: teoría de grupos ) pero, sin embargo, sus propiedades no se pueden visualizar con la idea de rotar un objeto rígido. Estas características adicionales se proporcionan en este juego con la presencia de las cuerdas. 
El objetivo pedagógico es mostrar que las rotaciones tienen consecuencias adicionales cuando se consideran las propiedades del objeto en relación con su entorno o al espacio mismo. Sin intentar hacer una analogía directa, es evidente la importancia de considerar estas propiedades adicionales siguiendo el razonamiento implícito en este juego: aquí se define un objeto que consiste en dos listones y las cuerdas que los conectan. Aplicar una rotación significa aquí girar uno de los dos listones 360 grados. El listón regresa al mismo lugar que ocupaba antes de la rotación, por lo que se dice que se transforma como un vector bajo rotaciones en el espacio tridimensional (es decir, bajo el grupo ortogonal especial de dimensión 3). No se está diciendo nada más aparte de eso: si se gira un círculo completo alrededor de uno mismo, se termina donde se estaba antes. Sin embargo, el objeto tal como está definido, con los dos listones y las tres cuerdas, no está en el mismo estado que antes. Las cuerdas están enredadas y no se pueden desenredar sin aplicar nuevamente una rotación en cualquier parte del sistema. Si se gira el listón nuevamente en la misma dirección para completar una rotación de 720 grados en total, las cuerdas se pueden desenredar sin rotar ninguna parte (por ejemplo, "deslizando" las varillas y / o estirando las cuerdas). Entonces se dice que se transforma como un espinor. Esto es realmente como se comporta un electrón y se dice que es una partícula de espín 1/2.